# Dæk (skib)
 For alternative betydninger, se Dæk. (Se også artikler, som begynder med Dæk)
Dækket på en båd eller et skib er en permanent afdækning over et skrog eller rum i fartøjet.
Det primære dæk, fribordsdækket, er en vandtæt, vandret struktur (vejrdækket) som danner ’låg’ på skroget, virker som et styrkeelement samt tjener som det vigtigste arbejdssted på fartøjet i forbindelse med losning og lastning etc.
Et fartøj har ofte flere dæk i skroget samt i apteringen.
| Vandsport/vandtransport | Spire Denne vandsports- eller vandtransportsartikel er en spire som bør udbygges. Du er velkommen til at hjælpe Wikipedia ved at udvide den. |